# رتوربیدو
رتوربیدو (به ایتالیایی: Retorbido) یک کومونه در ایتالیا است که در استان پاویا واقع شده‌است.

## خصوصیات
رتوربیدو ۱۱٫۷ کیلومترمربع مساحت و ۱٬۲۴۲ نفر جمعیت دارد.